# René Le Fur
Pour les articles homonymes, voir Le Fur.
René Frédéric Le Fur, né à Pontivy le 12 janvier 1872, et mort à Paris le 23 avril 1933, est un chirurgien, urologue et militant royaliste français du début du XXe siècle.

## Biographie
René Le Fur est le fils de l'avoué Jules-Louis Le Fur, maire de Pontivy à la fin du XIXe siècle, et le frère du juriste Louis Le Fur. 
Ayant obtenu un baccalauréat ès-sciences à Rennes en 1890, René Le Fur intègre la promotion 1895 de l'Internat des hôpitaux de Paris après en avoir réussi le concours d'admission en 1894. Lors de la guerre gréco-turque de 1897, alors qu'il est interne à la Pitié et aide d'anatomie auprès du docteur Berger, il fait partie d'une ambulance organisée par la succursale parisienne de la Banque ottomane. Disciple de Félix Guyon, il se spécialise dans l'urologie. Ayant obtenu son doctorat en juillet 1901, il pratique quelque temps la chirurgie à l'hôpital Péan puis à la clinique Saint-Jean-de-Dieu.
Catholique fervent, il a appartenu au cercle des étudiants catholiques (ou cercle du Luxembourg) de l'abbé Fonssagrives, qui institue en 1908, sous le patronage de l'Institut catholique de Paris, un service d'enseignement médical complémentaire dont Le Fur devient secrétaire général.
René Le Fur est un partisan de la monarchie. Vers 1900, il avait remplacé le docteur Joseph Récamier, médecin ordinaire de la maison royale de France, à l'occasion d'une longue croisière du duc d'Orléans à bord du yacht Maroussia. Depuis lors, il s'était attaché à la personne et à la cause du prétendant orléaniste. Un membre de la maison royale déchue en 1848, le comte d'Eu, est d'ailleurs présent au mariage, en 1903, du docteur Le Fur et de Marie Nicolay, fille de l'avocat et essayiste catholique Fernand Nicolaÿ.
Antidreyfusard et opposant à la politique anticléricale du Bloc des gauches (qu'il qualifie de « Bloc maçonnique »), il fonde en 1904 une ligue catholique d'orientations orléaniste et antimaçonnique, l'Entente nationale pour la reconstitution intégrale des libertés de France. Cette activité lui vaut d'être perquisitionné en avril 1906, à l'instar de nombreux autres militants d'extrême droite suspectés de comploter contre le régime, en lien avec les meneurs anarcho-syndicalistes des grèves dans le Nord. En 1906, il fait partie du comité de patronage de l'Institut d'Action française présidé par Eugène de Lur-Saluces.
Proche de défenseurs de l'identité bretonne tels que Théodore Botrel, Charles Le Goffic, Eugène Le Mouël et le marquis de L'Estourbeillon, René Le Fur dirige Le Breton de Paris à partir de 1908 ainsi que l’œuvre de la Mutualité bretonne. Attaché à sa province natale, il y possède le domaine de Beg-Quilvic à Saint-Pierre-Quiberon.
Pendant la Première Guerre mondiale, le docteur Le Fur est le chirurgien en chef de l'hôpital militaire auxiliaire installé dans les locaux du lycée Janson-de-Sailly. En 1917, il est décoré de la médaille d'honneur des épidémies puis il est nommé chevalier de la Légion d'honneur en 1921. En 1923 et 1924, il préside le Syndicat des médecins de la Seine.
René Le Fur meurt à Paris dans la nuit du 22 au 23 avril 1933. Après des obsèques en l'église Notre-Dame-de-Grâce-de-Passy, auxquelles assiste le président de la République Albert Lebrun, il est inhumé au cimetière de Montmartre.

## Distinctions
- Chevalier de la Légion d'honneur (1921).

## Publications
- avec M. Millerand, Roger Lambelin, l'amiral Charles Édouard de La Jaille et Paul Copin-Albancelli, L'Armée et la Franc-maçonnerie, Bourges, Éditions de L'Entente nationale, [1905].
- avec Léon de Montesquiou, Paul Copin-Albancelli, le Dr Rondeau, Marc Sangnier, Henri de Larègle et Gustave de Lamarzelle, Nos Traditions nationales, comment les défendre ? Conférences. Avec le compte rendu de la 1re réunion de l'Entente nationale tenue à la salle de la Société de géographie le 8 juillet 1904, avec une lettre de Paul Bourget, Bourges, Éditions de l'Entente nationale, [1904].